# Steinweg 43 (Quedlinburg)

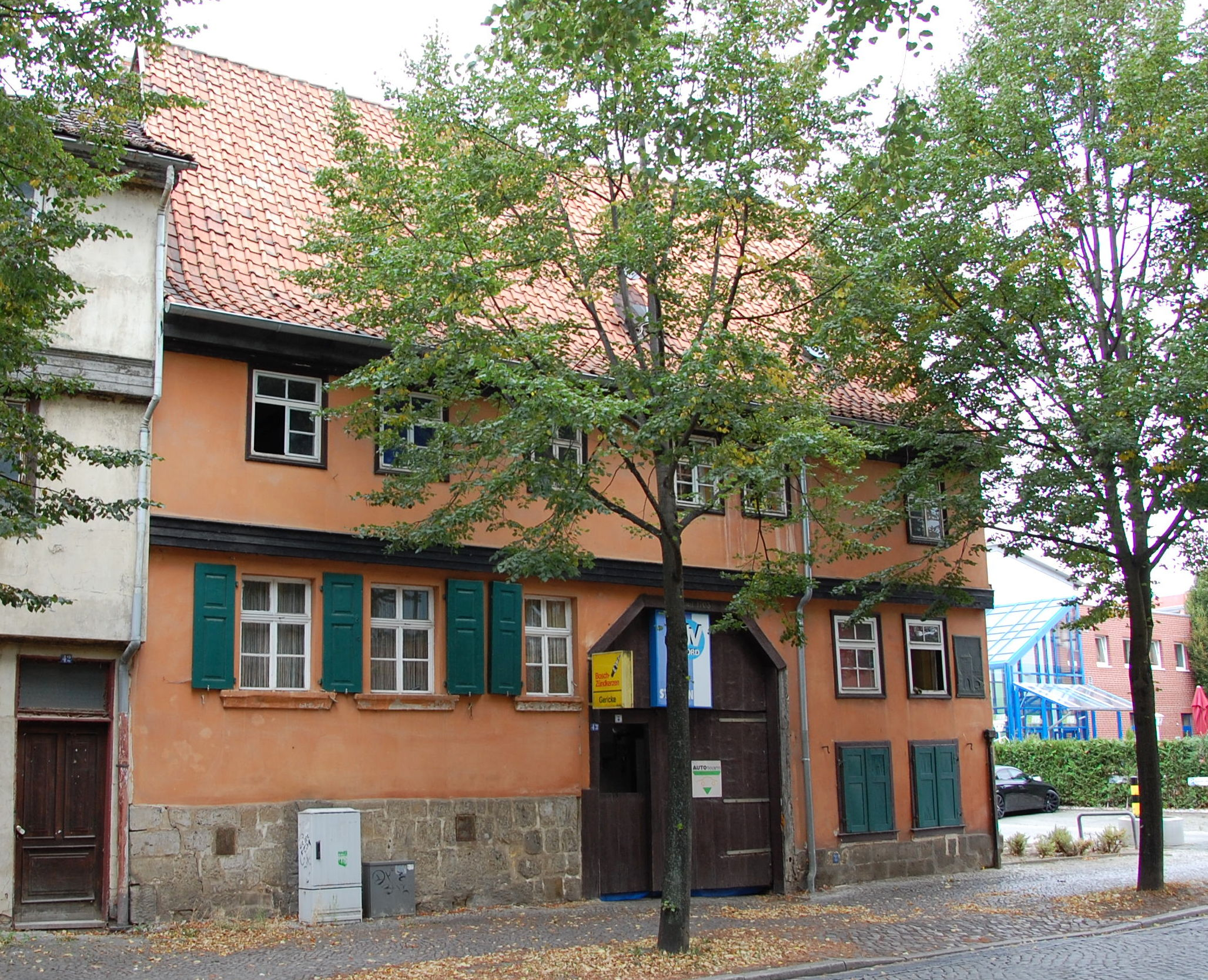
Haus Steinweg 43

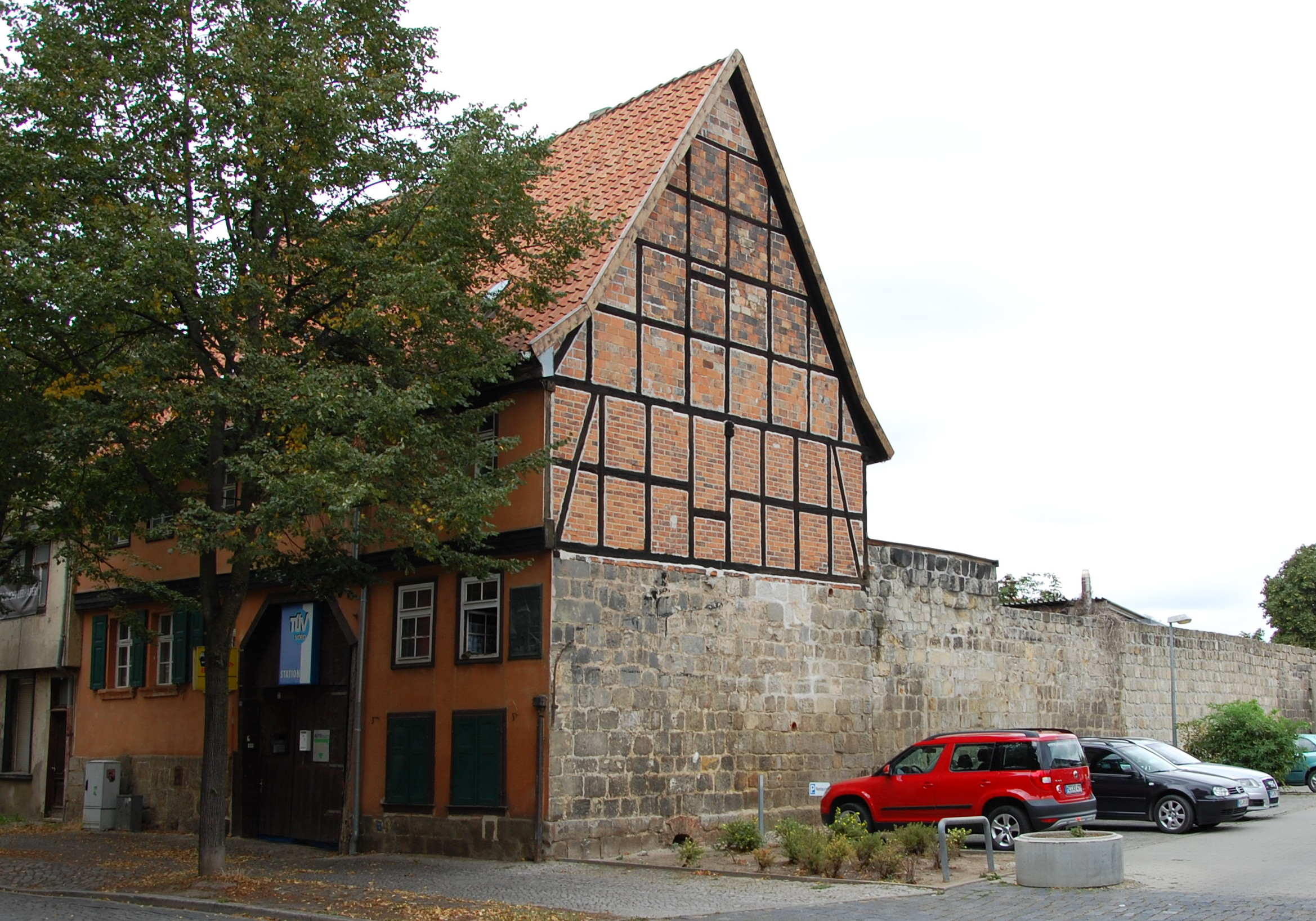
Blick von Osten

Das Haus Steinweg 43 ist ein denkmalgeschütztes Gebäude in der Stadt Quedlinburg in Sachsen-Anhalt.

## Lage
Es befindet sich in der historischen Quedlinburger Neustadt in der Nähe des östlichen Endes des Steinwegs und gehört zum UNESCO-Weltkulturerbe. 

## Architektur und Geschichte
Das zweigeschossige Fachwerkhaus entstand im Jahr 1703, wobei es in seinem Kern wohl bereits älter ist. Direkt östlich verläuft der Rest der mittelalterlichen Stadtmauer. Im Quedlinburger Denkmalverzeichnis ist es Ackerbürgerhaus eingetragen. In der Zeit um 1820 erfolgte ein Umbau im Stil des Biedermeiers. Bis 1872 befand sich unmittelbar östlich des Gebäudes das Oeringer Tor.